# Britto
Britto, właśc. Hermínio de Brito (ur. 6 maja 1914 w São Paulo, zm. ?) – brazylijski piłkarz. Brązowy medalista MŚ 38.
W latach 1933–1936 grał w Corinthians Paulista. W 1936 odszedł do América Rio de Janeiro, gdzie grał do 1938. W ojczyźnie występował także we CR Flamengo (1938–1939) i CR Vasco da Gama (1940). W latach 40. był piłkarzem argentyńskiego Independiente. W reprezentacji Brazylii rozegrał 4 spotkania. Podczas MŚ 38 wystąpił w jednym spotkaniu, wygranym 2:1 powtórzonym ćwierćfinale z Czechosłowacją. Brał udział w Copa América 1937 (2. miejsce).